# Bourthes
Bourthes (Nederlands, verouderd: Boorten) is een klein dorp (gemeente) in de heuvels van Artois en behoort tot het kanton Lumbres in het arrondissement Montreuil (Pas-de-Calais, Frankrijk). De hoogte varieert er tussen 49 m en 196 m; de kerkdorpel ligt op 120 m. In 1990 telde men er 629 inwoners, tegenover 905 in 1906.

## Naam
De plaatsnaam heeft een Oudnederlandse herkomst. De oudste vermeldingen van de plaatsnaam luiden Burthe vermeld in 671, in de schenkingsakte van een zekere Gundbrecht aan de Sint-Bertinusabdij in Sint-Omaars en Bortheem uit het jaar 811. 
Het gaat om de geboorte (Oudnederlands: burt), dit wil zeggen de bron van de rivier de Aa; die zich 500 meter heuvelopwaarts bevindt van het dorp. Het is een meervouds datief met een locatieve functie, die gezien de attestaties mogelijk geherinterpreteerd is als een samenstelling met als tweede element het Oudnederlandse -heem.

## Kenmerken
Het is een typisch Frans plattelandsdorpje, rustiek maar nauwelijks bezienswaardig. De natuurstenen Sint-Pieterskerk dateert uit de 18e eeuw, maar werd aan het begin van de 20e eeuw van binnen en buiten neogotisch aangekleed.

## Demografie
Onderstaande figuur toont het verloop van het inwonertal (bron: INSEE-tellingen).